# Wang Xiyu
Wang Xiyu (chinês: 王曦雨; pinyin: Wáng Xīyǔ; pronúncia em mandarim: [wǎŋ ɕí ỳ] i; nascida em 28 de março de 2001) é uma tenista profissional chinesa. 
Em 9 de janeiro de 2023, ela alcançou o ranking de simples mais alto de sua carreira, no 49º lugar do mundo, e em 1 de abril de 2024, ela alcançou o 151º lugar nas duplas no ranking da WTA.

## Carreira júnior
Desempenho do Grand Slam Júnior - Simples:
- Australian Open: QF (2018)
- Aberto da França: QF (2018)
- Wimbledon: SF (2018)
- US Open: V (2018)

Desempenho do Grand Slam Júnior - Duplas:
- Australian Open: SF (2018)
- Aberto da França: SF (2017)
- Wimbledon: V (2018)
- US Open: F (2017)

Wang se tornou a número 1 júnior do mundo em 10 de setembro de 2018, logo depois de ganhar seu único título de Grand Slam de simples no US Open, derrotando  Clara Burel na final. No mesmo ano, ela terminou como quartas de final no Australian Open e no Aberto da França e depois como semifinalista em Wimbledon, todas em simples. Em duplas, ela também conquistou um título de Grand Slam de Wimbledon em 2018, em parceria com Wang Xinyu, e terminou como vice-campeã no US Open de 2017, ao lado de Lea Bošković [en]. Ela também chegou às semifinais no Aberto da França de 2017 e no Australian Open de 2018. No Circuito ITF Junior, ela ganhou seis títulos de simples e oito de duplas.

## Carreira profissional

### 2016–17: Primeiros passos
Wang fez sua estreia no Circuito Feminino da ITF em 2016 no evento de US$ 10k em Anning como "wild card". Apesar da derrota em sua primeira partida, na semana seguinte ela chegou à semifinal no evento de US$ 10k na mesma cidade. Em outubro de 2017, ela fez sua estreia na chave principal em um torneio da WTA no Tianjin Open 2017, onde também registrou sua primeira vitória sobre Danka Kovinić.

### 2018: Melhoria
A temporada de 2018 foi seu avanço. No início da temporada, ela chegou às quartas de final em um torneio de US$ 60k, o Burnie International, e logo depois jogou no Premier Mandatory Miami Open, mas não conseguiu passar pela qualificatória. Em abril, ela registrou sua primeira vitória no WTA Challenger Tour, derrotando Naomi Broady para chegar à segunda rodada do Zhengzhou Open. Em agosto, ela ganhou seu primeiro título de simples da ITF, derrotando Barbora Štefková [en] na final do evento de US$ 25k em Nonthaburi. Ela então terminou como vice-campeã em outro evento de US$ 25k na mesma cidade e ganhou o título no evento de US$ 25 mil em Tsukuba. Seu último torneio da temporada foi o Wuhan Open, onde estreou em torneios Premier de Nível 5. Lá, depois de passar pela qualificatória, ela registrou uma vitória sobre a jogadora "wild card" Bernarda Pera em sets diretos na chave principal, antes de perder em uma partida tensa de três sets contra Daria Kasatkina.

### 2019: Estreia no Grand Slam, estreia no top 150
Em janeiro, Wang chegou a mais uma quarta de final no Burnie International. Em março, ela estreou nos torneios de nível Premier Mandatory, chegando à segunda rodada do Miami Open. Lá ela também registrou sua primeira vitória nesse nível, derrotando Mónica Puig na primeira rodada. Em abril, ela chegou à final no evento de US$ 25k em Osaka e um mês depois ganhou seu primeiro título maior no evento de US$ 60k em La Bisbal d'Emporda [en], derrotando Dalma Gálfi na final. Em junho, ela chegou às quartas de final no Manchester Trophy de US$ 100k. Ao contrário dos três primeiros Majors do ano, Wang alcançou a chave principal do US Open como "lucky loser", mas perdeu para outra "lucky loser", Kirsten Flipkens, na primeira rodada em jogo de três sets. Mais tarde, ela teve derrotas na primeira rodada no Wuhan Open e no China Open, mas conseguiu chegar à segunda rodada no Tianjin Open.

### 2020–22: Primeira semifinal WTA, vitória importante e terceira rodada, top 50

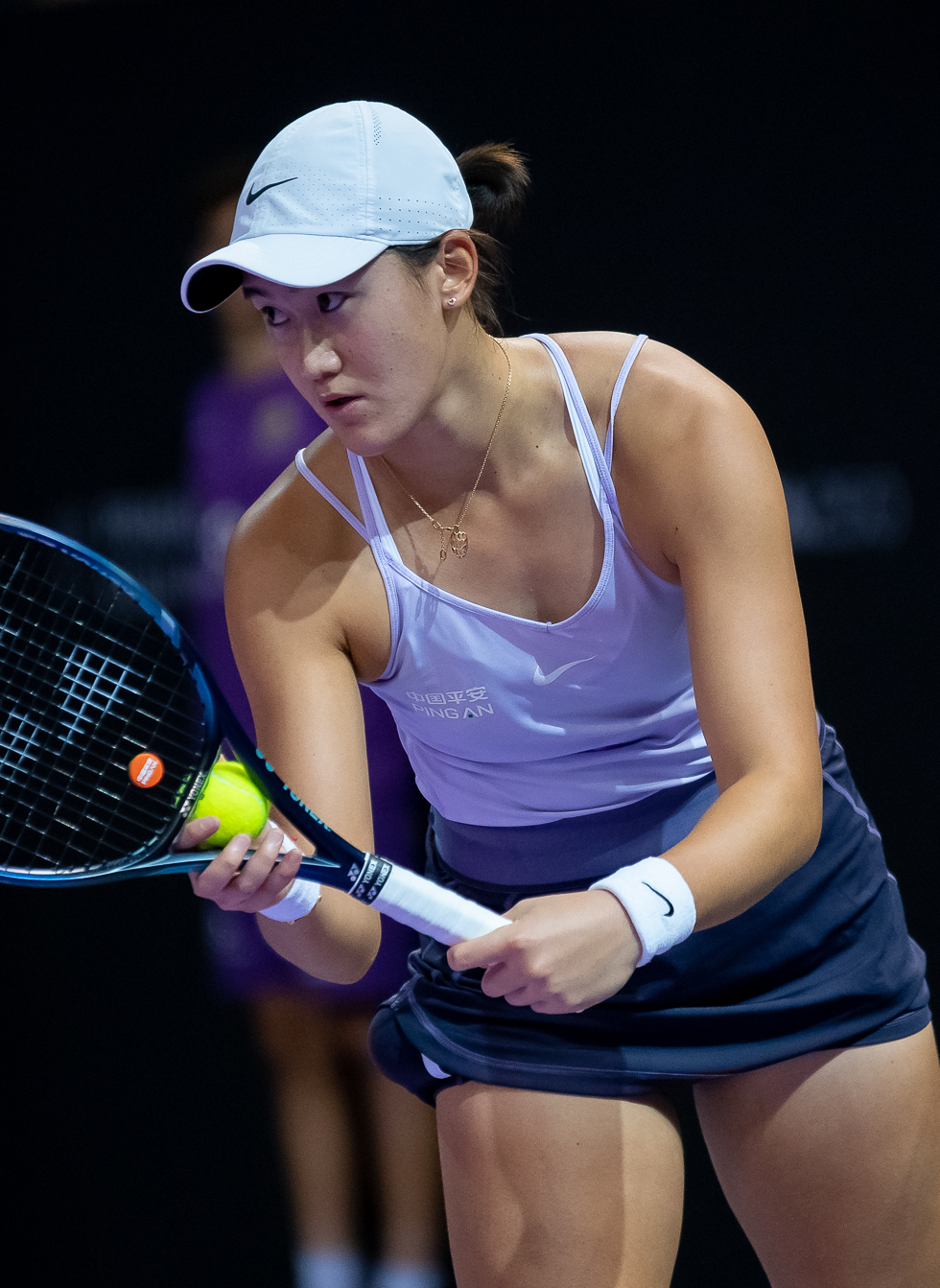
Wang no Transylvania Open, 2022.

Wang começou 2020 com uma vitória de virada em três sets sobre Sorana Cîrstea no Shenzhen Open, mas depois perdeu para a terceira "cabeça de chave" Elise Mertens. No entanto, ela não conseguiu chegar à chave principal do Australian Open. Wang chegou às quartas de final do Thailand Open, onde derrotou a número 15 do mundo, Petra Martić. Ela seguiu com uma semifinal no Aberto do México; depois de três vitórias, ela perdeu para Heather Watson.
Em 2021, o primeiro bom desempenho de Wang veio em junho, no Nottingham Trophy [en], um torneio de US$ 100k onde perdeu nas quartas de final para a eventual finalista Arina Rodionova em jogo de três sets. Depois disso em outubro, ela chegou à final de um torneio de US$ 25k em Florence, Estados Unidos, a qual perdeu em jogo de três sets para a vinda da qualificatória Emiliana Arango [en]. Logo em seguida no mesmo mês, ela chegou à semifinal de um torneio de US$ 80k em Macon, a qual perdeu para Madison Brengle em sets diretos.
No Australian Open de 2022, Wang registrou sua primeira vitória em uma partida de Major da carreira, como "wild card" contra a vinda da qualificatória Viktória Kužmová [en] em sets diretos.
Ela alcançou um novo ranking de simples, o mais alto de sua carreira, no 103º lugar do mundo, em 9 de maio de 2022, e fez sua estreia no top 100 um mês depois, em 13 de junho de 2022, após chegar à sua primeira final de um WTA Challenger no  Open de Valencia, a qual perdeu para a compatriota Zheng Qinwen em jogo de três sets. Ela fez sua estreia em Wimbledon, onde perdeu na primeira rodada para outra estreante deste Major, Jule Niemeier [en], em sets diretos.
No Budapest Grand Prix, ela derrotou a primeira cabeça de chave Barbora Krejčíková na primeira rodada em sets diretos e superou Ana Bogdan na partida de sets diretos mais longa do ano, em 2 horas e 45 minutos na segunda rodada, para passar para as quartas de final. Apesar de perder na rodada seguinte em sets diretos para Aleksandra Krunić, ela registrou um novo recorde na carreira, nº 93, em 18 de julho de 2022.
Em agosto, Wang derrotou a terceira cabeça de chave Maria Sakkari em jogo de três sets para chegar à terceira rodada do US Open antes de perder para Alison Riske, em três sets.
Wang terminou o ano classificada entre as 50 primeiras em 7 de novembro de 2022.

### 2023: Quarta rodada em um WTA 1000
Wang obteve vitórias consecutivas no nível WTA 1000 contra jogadoras do "Top 30" Bianca Andreescu e Irina-Camelia Begu em Madri e Roma. Então, em Roma, ela derrotou Taylor Townsend, a vencedora da número 3 do mundo, Jessica Pegula, ao salvar match points depois de estar uma quebra abaixo. Com a vitória, ela alcançou sua primeira quarta rodada do WTA 1000, antes de perder para a compatriota Zheng Qinwen.
Depois disso, seus melhores resultados vieram em setembro, primeiro em um torneio de US$ 100k em Tóquio, onde chegou à final que perdeu para Viktorija Golubic em jogo de três sets, e logo em seguida, no Guangzhou Open onde ganhou seu primeiro torneio WTA de forma convincente, vencendo Magda Linette na final em sets diretos.

### 2024
Wang começou o ano participando do ASB Classic no qual chegou à semifinal que perdeu para Elina Svitolina de virada em jogo de três sets. Depois disso, partiu para o Australian Open, no qual perdeu na primeira rodada para a "cabeça de chave" N° 27 Emma Navarro, em jogo de três sets. Permanecendo na Ásia, seu próximo compromisso foi no Thailand Open onde venceu a compatriota Wang Qiang na primeira rodada em sets diretos e perdeu na segunda para Dalma Gálfi em jogo de três sets.
Prosseguindo sua campanha em quadras duras, agora no Oriente Médio, Wang participou do Abu Dhabi Open, onde, como "wild card", perdeu para a cabeça de chave N° 6 Beatriz Haddad Maia na primeira rodada em sets diretos. Não conseguiu passar pela qualificatória em Doha. Já em Dubai, passou pela qualificatória e perdeu para a cabeça de chave N° 9, Jelena Ostapenko em jogo de três sets. No giro americano, chegou à final do ATX Open, a qual perdeu para a compatriota Yue Yuan em dois sets equilibrados, ficando com o vice-campeonato. Ficou na primeira rodada em Indian Wells e na segunda em Miami.
Wang deu início à temporada em quadras de saibro no Aberto de Madri, passando por Ana Bogdan na primeira rodada em jogo de três sets mas perdendo na segunda para a N° 1 do mundo Iga Swiatek em sets diretos. Já no Aberto de Roma, perdeu na primeira rodada para Anastasia Potapova em sets diretos. Seu próximo compromisso foi no Grand Prix Princesse Lalla Meryem, no Marrocos, no qual passou pela vinda da qualificatória Nuria Brancaccio [en] na primeira rodada em sets diretos, mas perdeu na segunda para Peyton Stearns também em sets diretos. Já no Aberto da França, venceu a compatriota, Bai Zhuoxuan [en], na primeira rodada em jogo de três sets, mas perdeu na segunda para a cabeça de chave N° 31 Leylah Fernandez em sets diretos.